# Kenneth Myers
Pour les articles homonymes, voir Myers.
Kenneth Myers, né le 10 août 1896 à Norristown et mort le 22 septembre 1972, est un rameur américain.

## Carrière
Kenneth Myers a remporté la médaille d'argent en quatre avec barreur avec ses coéquipiers Carl Klose, Franz Federschmidt, Erich Federschmidt et Sherman Clark aux Jeux olympiques d'été de 1920 à Anvers. Lors des Jeux olympiques d'été de 1928 à Amsterdam, il a remporté une nouvelle médaille d'argent, en skiff. Il a enfin été sacré champion olympique en deux de couple lors des Jeux olympiques d'été de 1932 à Los Angeles avec Garrett Gilmore.